# Душа моя зі шрамом на коліні

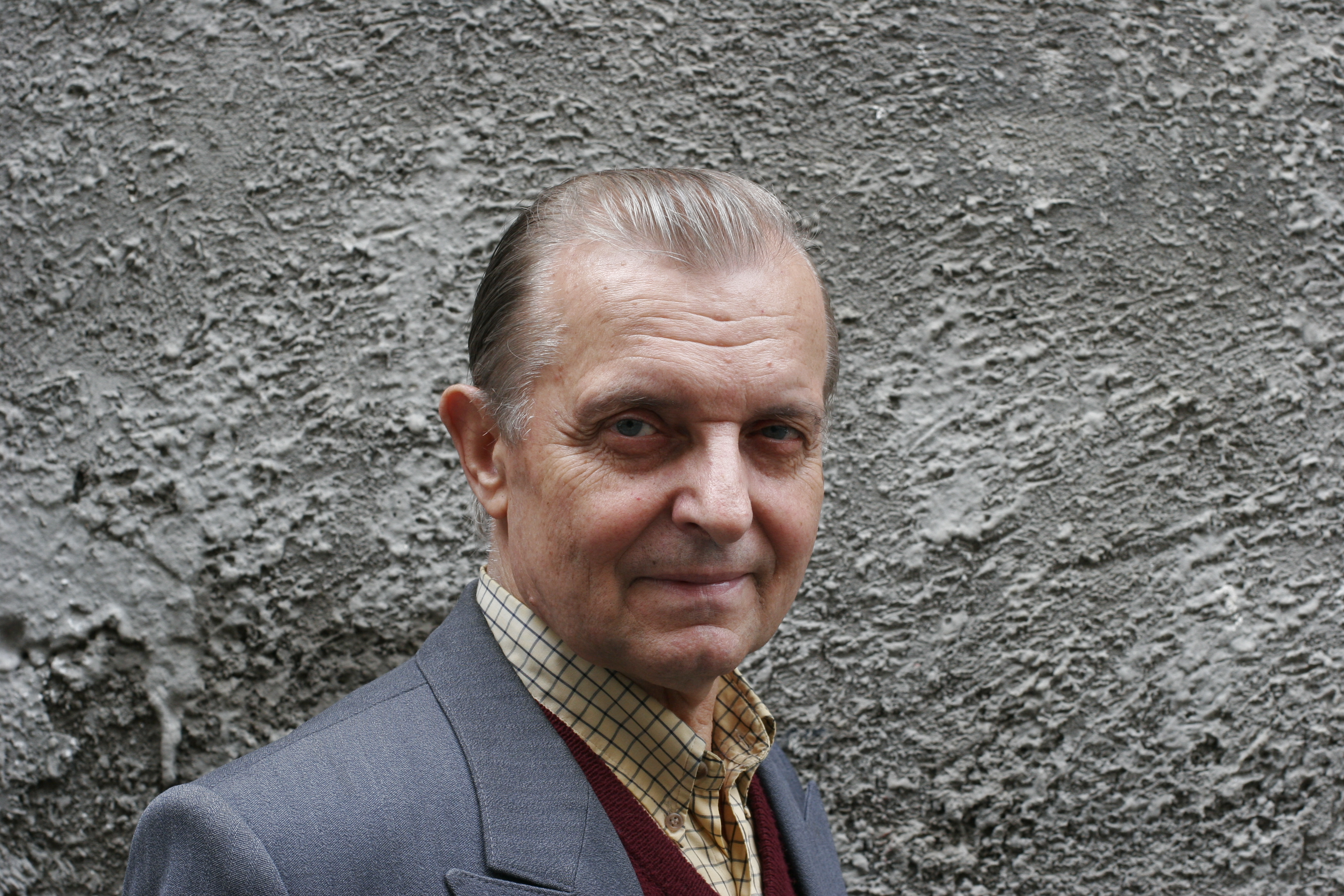
Ярослав Верещак, автор

«Душа моя зі шрамом на коліні» — одна з останніх п'єс, казка-притча, відомого українського драматурга Ярослава Верещака. Автор є один із лідерів і чільних представників «нової хвилі» в українській драматургії кінця XX століття.
П'єса вийшла друком у драматичні антології «Страйк ілюзій» у 2004 році. І записаною Ярославом Верещаком від драматурга Слав. Ко-Ко (таке прізвисько вигадав собі сам автор, з його розщепленого імені самого драматурга: Я-ро-Слав(ко) → Я + Слав + Ко).
П'єса має фольклорне, літературне й культурологічне підґрунтя, текст якої наповнений численними фольклорно-міфологічними та літературними претекстами.

## Головні герої
- Грішник, тобто я — казкар Слав Ко-Ко;
- Чорний Ангел;
- Ійсо;
- Сусідка;
- Білий Янгол;
- Ія;
- Фірся.

## Сюжет
Головний герой це мертвий, а до глядачів звертається його душа. Репліки п'єси лунають від першої особи. Після власної смерті, а саме клінічної, про що пізніше стане відомо, герой Слав Ко-Ко опиняється перед глядачами на сцені. Він сам дуже здивований цьому, тут він намагається повідати історію свого життя.
Його оповідь схожа на сповідь, а репліки адресуються самому собі, тваринам (киці, собаці, миші), рослинам (Опунції, Гузманії), чорному ангелу, тіням всіх загиблих, до смерті яких певне відношення мав і герой, іншим дійовим особам, зокрема й глядачам. Він ніби підсумовує власне життя, фіксуючи власні гріхи та світлі справи, переглядає надбання, розглядаючи шкалу цінностей. Душа мертвого знаходиться між світами живих та мертвих, і це міжсвіття нагадує його дачне подвір'я.
Герой характеризується складністю та багатомірністю образу, який зображений в різних ракурсах: буттєвому, екзистенціальному, побутовому, автобіографічному.
Ця п'єса — одна з небагатьох, у якій автор уважно поставився до умов формування характеру основної дійової особи. Текст є частково автобіографічним, а особливості надає автофікціональність. Драматичний твір являється діалогом людини самою з собою. Це людина, яка перебуває у стані зміненої свідомості й отримала можливість переосмислити сенс свого існування, змінити ціннісні орієнтації, остаточно обрати життєву позицію, яка ґрунтується на любові. Тому вищі сили дають персонажеві другий шанс і повертають його на землю. Окрім того, п'єса має міфологічний підтекст, запозичені ідеї з українського язичництва.

## Ідея
Світ для кожного з нас є таким, яким ми самі його робимо. Кожна людина сама будує власне життя і лише від неї залежить, що вона зможе про себе розповісти перед сповіддю, після власної смерті.

## Проблематика
Пошуки особистісної ідентичності, натурфілософська проблематика. У названому творі драматург розв'язує проблему особистісної самоідентифікації, пошуку орієнтирів за допомогою приймання зображення головного героя у зміненому стані — стані клінічної смерті чи справжньої смерті. Завдяки цьому протагоніст драматург Слав. Ко-Ко, опинившись у міжсвітті — між світами мертвих і живих, яке чомусь нагадує його дачне подвір'я — «Квіти, Соняхи, допотопне крісло-гойдалка під старою Грушею і поруч кадібки з кімнатними Квітами й цитрусовими Деревами, вкритими плодами…»,— має можливість зупинитися і подивитися на своє життя відсторонено (прийом «очуження»).
Душа героя сповідується перед глядачами, розповідаючи історію свого життя, намагається осмислити, які саме його вчинки призвели до такого сумного фіналу (героя вбито п'ятьма ножовими ударами в спину). У процесі розгортання сюжету п'єси Слав. Ко-Ко ніби знімає із себе (недаремно Чорний ангел примушує його зняти свій земний одяг) одну за одною штучні маски, нашарування (відомий письменник, «крутий» бізнесмен, бабій, авантюрист) і оголює страшні шрами на колінах своєї душі. Адже митець знівечив Богом даний йому талант, втоптавши свою гідність у багнюку, стояв голими колінами на товченому склі перед учасниками якогось званого прийому та ще й вислуховував на свою адресу приниження та образи: «Дурак-падлец!». Саме за таке не гідне людини поводження Слав. Ко-Ко був по-караний іще за життя — усі, кого він любив, гинуть (кімнатні рослини, домашні улюбленці: миша, кіт і собака), а про народження доньки, про яку мріяв так давно, довідується тільки після власної «смерті» від Божого посланця.

## Конфлікт п'єси
Зіткнення цінностей, протиборство різних моделей митця. Конфлікт у п'єсі розгортається через усвідомлення своєї нікчемності та неусвідомлення сутності. Так, ми бачимо Грішника, що усвідомлює неможливість воскреснути через свої вчинки. Ярослав Верещак у творі переосмислює життєвий шлях нашої нації та історії і зосереджує увагу на внутрішніх конфліктах.
Конфлікт у п'єсі Я. Верещака «Душа моя зі шрамом на коліні» означила Л. Бондар: «Констатувати межову антагоністичність між братами-близнюками не можна, оскільки кожен із них час від часу одягає маску іншого (у тексті це обмін перуками). Таким чином, визначальним мотивом твору стає не протистояння між героями, а пошук ними своєї Самості. Відповідно, у п'єсі наявний внутрішній характерний тип конфлікту».

## Підтексти
Олена Бондарева, розкриваючи підтексти п'єси Ярослава Верещака «Душа моя зі шрамом на коліні», виокремлює три системотворчі дискурси. Перший — чаклунська казка. Я. Верещак, за думкою дослідниці, обіграє параметри її образної системи. Другий план підтекстів, як демонструє О. Бондарева,— євангельський. Акцентується, зокрема, «неологічне» «розп'яття героя»,яке за логікою авторефлексії перетворюється на метафізичне «саморозпинання протагоніста у боротьбі за можливість донести власні твори до глядача / читача <…>».Третій дискурс, за думкою дослідниці,— літературоцентричний. Він створений «багатоярусними кодовими культурними цитатами»,серед яких виокремлюється концепт запроданої душі.

## Цитати
- З любові і сонячного проміння зітканий цей світ і все живе на ньому. А смерть — це облуда, гіпноз для дурнів, що тільки заради тіла свого живуть...[4]
- За життя я наслухався немало ля-ля, фа-фа про чорний тунель, в кінці якого яскраве світло, про Білих і Чорних Ангелів, котрі забирають ТУДИ відповідно білі й чорні душі. А ще - про Смерть, яка й cниться, і приходить наяву в подобі найближчих людей — манить, кличе, за собою, та в жодному разі не можна йти за нею — ой, ля-ля, фа-фа, казав я щоразу й саркастично посміхався.
- Розподіл на людей, Птахів, Рослин, Тварин - умовний. Це - усміх Божий, лагідний каприз. Насправді ж існує одна-єдина безконечна душа, і всі ми часточка її, а матінка-Земля - найбільша і найсвятіша її частка... Але! Якщо ми всі - Квіти, Дерева, Птахи, Тварини, люди - єдине ціле... то, виходить, що й вона - Сусідка - невід'ємна частка цієї великої душі?..
- Дорогі співвітчизники! Можна сперечатися, хто більше любить Україну - східняки, західняки чи сусідні народи. Але коли ти маєш себе за поміркованого націоналіста, а тут раптом з’являється гарненька дівчина і стріляє тобі в самісіньке серце подібними словами, який може бути президент, яка політика, прошу вас? Маму рідну забуваєш, тата рідного, і, щоб не задихнутися від передчуття чогось високого й патріотичного, вкотре вже у своєму житті починаєш стиха промовляти унікальну молитву україномовного більш-менш освіченого насєлєнія.
- В усі часи письменники, та й не лишень письменники - освічені люди вели свій народ до світла, захищали, як могли. Твоя ж Україна, хоч і наробила галасу на весь світ, все ще у страшній біді - знавіснілі можновладці торгують її тілом, чужинці нахабно оскверняють душу, а ти про гроші думаєш, з бандитами ґешефти робиш?